# Jean-Louis Cazes
Jean-Louis Cazes (* 2. Oktober 1951 in Bayonne) ist ein ehemaliger französischer Fußballspieler und -trainer.

## Spielerkarriere
Cazes begann das Fußballspielen bei zwei kleinen Klubs in seiner Heimatstadt Bayonne. Als Jugendlicher schien seine Entscheidung gegen den Fußball gefallen zu sein, als er von 1967 bis 1969 Rugby spielte, danach aber zu seinem Verein zurückkehrte. Er machte die Talentscouts der AS Saint-Étienne auf sich aufmerksam und wurde 1971 bei dem Profiklub aufgenommen. Allerdings boten ihm weder Albert Batteux noch Robert Herbin als Trainer eine Perspektive auf einen Platz in der Mannschaft. Er spielte daher für die Reservemannschaft, mit der er in der Spielzeit 1974/75 die Drittligameisterschaft gewinnen konnte. Zugleich debütierte er im Verlauf der Saison in der ersten Liga und hatte dank seines einen Einsatzes Anteil am Gewinn der Meisterschaft, die ihm daher als Titel angerechnet wird.
Trotz seiner aussichtslosen Rolle bei Saint-Étienne konnte sich Cazes dank seiner Leistungen in der Reservemannschaft beim Erstligakonkurrenten SEC Bastia auf Korsika empfehlen, wo er 1975 unter Vertrag genommen wurde, nachdem er zuvor ein dreiwöchiges Probeprogramm absolviert hatte. Anders als in Saint-Étienne setzte mit Pierre Cahuzac der Trainer auf ihn, sodass der zum Zeitpunkt des Wechsels 23-Jährige sich von Beginn an als Stammspieler etablierte. In dieser Rolle erlebte er die UEFA-Cupsaison 1977/78, bei der die Mannschaft das Finale erreichte. Cazes stand in beiden Endspielen gegen die PSV Eindhoven auf dem Platz, scheiterte nach einem 0:0 im Hinspiel jedoch aufgrund eines 0:3 im Rückspiel an einem möglichen Titelgewinn. Anschließend trat er mit dem Team mehrfach im Abstiegskampf an. Den ersten Pokalerfolg seiner Laufbahn konnte er feiern, als er 1981 mit Bastia ins Finale der Coupe de France einzog und dieses mit 2:1 gegen seinen Ex-Klub Saint-Étienne gewann. Dies war zugleich mit einer weiteren Teilnahme am europäischen Wettbewerb verbunden, die aber nicht derart erfolgreich verlief wie vier Jahre davor. Eine Schienbeinverletzung beendete in der Spielzeit 1983/84 seine Zeit als Stammspieler. Ein Versuch zur Rückkehr in die erste Mannschaft blieb erfolglos, sodass er nach einem Jahr ohne Einsatz 1985 seine Laufbahn beendete, in deren Verlauf er 277 Erstligaspiele bestritten und sieben Tore erzielt hatte.

## Trainerkarriere
Direkt nach seinem Karriereende kehrte Cazes in seine Heimatregion rund um Bayonne zurück. Dort übernahm er 1990 die Verantwortung als Trainer bei einem unterklassigen Verein aus Anglet. 1994 kehrte er für ein Jahr zu einem seiner Jugendvereine aus Bayonne zurück, ehe er 1995 erneut Trainer in Anglet wurde. Er führte die Mannschaft zuerst in die fünfte und dann bis in die vierte Liga und behielt seinen Posten, bis er 2010 ins Amt des Sportdirektors wechselte.